# Denise Goddard
 Denise Elizabeth Goddard (verheiratete Middleton, * 20. April 1945 in Cardiff, Wales; † 7. März 2023 ebenda) war eine britische Gerätturnerin, die an den Olympischen Spielen 1964 teilnahm.

## Karriere
Goddard trat bei den Olympischen Spielen 1964 im Einzelwettkampf sowie in den Disziplinen Boden, Pferdsprung, Stufenbarren und Schwebebalken an.
Dabei belegte sie unter jeweils 86 Teilnehmerinnen die Plätze 71 im Einzelwettbewerb, 66 am Boden, 60 im Pferdsprung, 76 am Stufenbarren und 73 am Schwebebalken.